# Lankesteria hispida
Lankesteria hispida là một loài thực vật có hoa trong họ Ô rô. Loài này được (Willd.) T. Anderson mô tả khoa học đầu tiên năm 1863.